# Filles de Kilimanjaro
Filles de Kilimanjaro (traducido como "Hijas de Kilimanjaro") es un álbum de estudio de Miles Davis. Fue producido por Teo Macero y publicado por Columbia en 1969. Grabado en los estudios de Columbia, en New York, entre el 19 y el 21 de junio de 1968, y el 24 de septiembre de dicho año, el ingeniero de grabación fue Frank Laico.
Filles de Kilimanjaro marca el final de la formación del segundo quinteto de Miles Davis que incluía a Herbie Hancock y Ron Carter, quienes fueron reemplazados por Chick Corea y Dave Holland, respectivamente. Incluye sólo cinco temas compuestos por Miles Davis, aunque «Petits Machines (Little Stuff)» fue compuesto junto con Gil Evans. Tanto «Frelon Brun» como «Mademoiselle Mabry (Miss Mabry)» fueron dedicados a Betty Davis, la esposa de Miles Davis, una cantante de R&B, quien también aparece retratada en la portada del álbum.
En 2009, Columbia reeditó Filles de Kilimanjaro incluyendo una toma alternativa de «Tout de Suite» como bonus track.

## Canciones
1. «Frelon Brun» (Miles Davis) - 5:37
2. «Tout de Suite» (Miles Davis) - 14:07
3. «Petits Machines (Little Stuff)» (Miles Davis/Gil Evans) - 8:04
4. «Filles de Kilimanjaro» (Miles Davis) - 12:01
5. «Mademoiselle Mabry (Miss Mabry)» (Miles Davis) - 16:33

## Personal
- Miles Davis - Trompeta

- Wayne Shorter - Saxofón tenor

- Herbie Hancock - Piano eléctrico (en «Tout de Suite» y «Filles de Kilimanjaro»)

- Ron Carter - Bajo eléctrico (en «Tout de Suite» y «Filles de Kilimanjaro»)

- Tony Williams - Batería

- Chick Corea - Piano eléctrico (en «Frelon Brun» y «Mademoiselle Mabry (Miss Mabry)»)

- Dave Holland - Bajo (en «Frelon Brun» y «Mademoiselle Mabry (Miss Mabry)»)

- Teo Macero - Productor

- Frank Laico - Ingeniero de grabación